# Білоруське Подніпров'я
Подніпров'я — історико-етнографічний регіон Білорусі, що займає Могильовську, та частину Вітебської і Гомельської областей. На півночі по вододілу Дніпра і Західної Двіни межує з Поозер'ям, на заході по лівобережжю Березини і Дніпра — з Центральною Білоруссю та Східним Поліссям.
Лінгвістична карта Білорусі відзначає діалектні особливості говірок Подніпров'я, що об'єднані у східно-могильовську групу північно-східного діалекту. Неоднорідність культурних ландшафтів дозволяє виокремити в Подніпров'ї декілька локальних районів (підрайонів) — лівобережжя і правобережжя Дніпра, Посожжя і Березинський район — з властивому кожному з них комплексом місцевих етнокультурних особливостей.

## Історія
У давньоруський період (IX — XII століття) йшов інтенсивний процес стирання племінних етнокультурних відмінностей та злиття слов'янських племен в один народ. Цьому, певною мірою, сприяли рівнинні рельєфи і дніпровська система судноплавних річок, які відігравали важливу роль у внутрішніх і зовнішніх культурно-економічних зв'язках. Історично склалося, що ліс Подніпров'я був пов'язаний зі стародавнім Києвом та з історією інших східнослов'янських земель.
Етнокультурний комплекс, фольклорні традиції і народні говірки Подніпров'я мають цілий ряд спільних рис з сусідньою Смоленщиною і західною Брянщиною (в XII столітті значна частина Подніпров'я входила в Смоленське князівство, південна належала до Чернігівського князівства). На той час важливими економічними і адміністративними центрами Подніпров'я були Орша, Друцьк, Мсцислав, Славград, Гомель, Лучин, Гогачов, Чечерськ та інші. Наприкінці XII століття від Смоленського виокремилося Мсциславське князівство, що з середини XIV століття входило до складу Великого князівства Литовського, де зберігало певну автономію.
На картах Європи Миколи Кузана, що датуються кінцем XV — початком XVI століття, та Себастіана Мюнстера -1540 рік, лівобережна частина Подніпров'я позначена назвою Біла Русь. На більш пізніх картах XVII століття Біла Русь займає верхнє Подніпров'я та Поозер'я. Такі межі Білої Русі зберігалися до середини XIX століття, поки остаточно поняття не було розповсюджено на територію всієї сучасної Білорусі. Після першого поділу в 1772 році Речі Посполитої Подніпров'я було приєднано до Росії, а на його території створена Могильовська губернія, що майже відповідала межам регіону. Після 1917 року, з утворенням Білоруської РСР, Подніпров'я ввійшло до її складу 1924 року, а ще через два роки –Гомельський і Річицький повіти.

## Господарська діяльність
Сільські поселення зазвичай розташовувалися на берегах невеликих річок та в міжріччях. Характер розселення залежав від розташування водних шляхів, родючості місцевих ґрунтів. Найбільш густонаселеною і аграрно розвиненою була лівобережна частина Подніпров'я, зокрема в Оршансько-Могильовській рівнині. Змішані хвойно-листяні  ліси та діброви, що покривали цю територію, у XVIII — на початку XX століття на більшій частині території були вирубані, що призвело до утворення цілих масивів окультурених земель. Відносно сприятливі ґрунтові та кліматичні умови сприяли розвитку землеробства. З технічних культур тут сіяли льон та коноплі. Аграрна культура Подніпров'я мала регіональні риси, що проявлялася і способах та підходах обробки ґрунту, місцевих землеобробних знаряддях праці, формах феодального володіння та ін.
У лісових районах підсобними для господарства були різні промисли. Частина населення наймалася на роботу до сусідніх російських губерній. У гомельському повіті (переважно на території сучасного Вєтківського району) була частина поселенців-старовірів, що осіли тут з 1685 року. Більшість з займалася перевезенням, судноплавством, будівництвом, ткацтвом, бджільництвом. Частина- торгівлею та комерційною діяльністю (брали в оренду сади, скуповували у селян сушені гриби, ягоди, мед, воск, торгували лісом, хлібом, сіллю.

## Поселення
Села в порівнянні з сусіднім Поозер'ям були великі (15-30 садиб) та мали чітке вуличне планування. Закриті Г-подібні садиби розташовувалися вздовж вулиці, що мала центральну частину та кінці. Вулиця загороджувалася з боків і досить часто закінчувалася з обох кінців широкими воротами, що на ніч закривалися. Для маленьких поселень були характерні задвірки.
Після скасування кріпацтва почалась міграція населення на захід, до лісових районів Березинського басейну, де виникали нові поселення. Мігранти приносили з собою отриманий досвід та етнокультурні традиції, пристосовуючи їх до місцевих умов, будували будинки та господарські об'єкти, ставили паркани з воротами на вулицю.
Серед поширених типів планування традиційного житла були: хата з сінами та хлівом, дві хати з сінами, хата з тристоронньою забудовою. Остання виконувала роль сін, а часто, якщо там ставили піч — і в житлове приміщення. Комора для зерна зводилась навпроти хати, сараї розташовували, зазвичай, праворуч житла або в глибині подвір'я. Серед допоміжних приміщень були розповсюджені погреби. Для сушіння зерна використовували двоярусні будівлі на току, а льон — в лазнях під навісом, що спирався на два стовпи.
Будинки зазвичай були дерев'яні зруби, що крилися соломою «під колос» (колосом вниз) або «під гребінку» (стеблом вниз). У багатих лісом районах поширені біли дерев'яні дахи. Дещо відрізнялися по архітектурному стилю будинки на півдні — ґанок, ворота, хвіртки та фронтони будинків оздоблювали різьбою (в'ятська різьба).
Народний одяг Подніпров'я ввібрав в себе риси, властиві для традиційних костюмів слов'янських народів, зазнавши певного впливу східних та європейських вбрань. Типовим верхнім одягом були злегка приталені кожухи та широкі свитки світло-сірого кольору з коміром-стійкою та без ґудзиків, бо підв'язувалися навколо талії шерстяним плетеним поясом. Також використовували каптани типу бурнуса, вкорочені свитки та кожушки. В традиційному жіночому одязі ще до початку XX століття були безрукавки-корсети (ліф, каптан) і саян — жіночий одяг на зразок високої спідниці. [2] Жіночі сорочки шили з плечовими вставками (поликами), нагрудна частина яких мала більш тонке лляне полотно. Їх прикрашали вишивкою і тканим орнаментом червоного або комбінованого (червоного з чорним) кольорів (могильовський стрій, краснопільський стрій), а також стриманий в кольорах буда-кошелівський стрій. Виокремлювався своїм узорно-декоративним стилем прикрашання одягу південний район. Для Посожжя були характерні рослинні мотиви, а для святкового вбрання — геометричні узори.

## Кераміка і посуд
Кераміка виготовлена в Подніпров'ї виготовлялася з червоної глини, мала тонкі стінки та оздобленням хвилястими лініями-поясочками на горловині. Для того, щоб вони виглядали легко та граціозно, їх наносили загостреним прутиком по сирій глині.

## Використані джерела
1. Падняпроўе // Беларуская энцыклапедыя: У 18 т. Т. 11: Мугір — Паліклініка / Рэдкал.: Г. П. Пашкоў і інш. — Мн.: БелЭн., 2000. С. 502—503.
2. Саян [Архівовано 17 червня 2016 у Wayback Machine.] // Енциклопедичний словник Брокгауза і Єфрона